# Бештепе (Тулћа)
Бештепе (рум. Beștepe) насеље је у Румунији у округу Тулћа у општини Бештепе. Oпштина се налази на надморској висини од 11 m.

## Становништво
Према подацима из 2002. године у насељу је живело 1785 становника.

### Попис2002.
| Расподела становништва по националности 2002.‍ | Расподела становништва по националности 2002.‍ | Расподела становништва по националности 2002.‍ | Расподела становништва по националности 2002.‍ | Расподела становништва по националности 2002.‍ |
| --------------------------------------------- | --------------------------------------------- | --------------------------------------------- | --------------------------------------------- | --------------------------------------------- |
|                                               |                                               |                                               |                                               |                                               |
| Румуни                                        | Румуни                                        |                                               | 1.777                                         | 99,7%                                         |
| Руси                                          | Руси                                          |                                               | 6                                             | 0,3%                                          |